# پرایمر تیا
پرایمر تیا (انگلیسی: Tia Primmer؛ زادهٔ ۲ مهٔ ۲۰۰۴) بازیکن فوتبال اهل انگلستان است که در پست هافبک اخیراً برای باشگاه ردینگ در لیگ قهرمانی زنان انگلستان بازی می‌کند.